# German Jewish Children’s Aid
Die German Jewish Children’s Aid (GJCA), die Deutsch-Jüdische Kinderhilfe, war eine 1934 von mehreren amerikanischen Stiftungen in New York City gegründete Hilfsorganisation zur Unterstützung und Betreuung unbegleiteter oder verwaister jüdischer Kinder, denen nach der Machtergreifung durch die Nazis eine Ausreise aus Europa – vorwiegend aus dem Deutschen Reich – in die USA ermöglicht werden sollte. Die Organisation klärte die Einreiseformalitäten in die USA, übernahm die finanzielle Absicherung der einreisenden Kinder und sorgte für deren weitere Unterbringung und Betreuung. Sie konnte ungefähr 1400 Kinder retten, deren Geschichte von der im Jahre 2000 von Iris Posner und Lenore Moskowitz gegründeten One Thousand Children Organization Inc. (OTC) erforscht wurde. Seitdem hat sich in den USA die Bezeichnung OTC-Kinder für die von der GJCA geretteten Kinder durchgesetzt. OTC hat sich als Organisation 2013 aufgelöst, die durch sie erarbeiteten Materialien wurden dem YIVO Institute for Jewish Research in New York übertragen.

## Die Gründung der GJCA
In der Folge des Einwanderungsgesetzes von 1924 gehörten die USA zu den Ländern mit den restriktivsten Einwanderungsbestimmungen. Diese wurden auch aufrechterhalten, nachdem ab 1933 immer mehr aus politischen oder rassistischen Gründen verfolgte Deutsche versuchten, in die USA einzureisen. Unter diesen Bedingungen konstituierte sich 1934 das GJCA. Es war eine Organisation, die die Arbeit von vier Stiftungen und Organisationen koordinierte:
- der New York Foundation[4]
- dem Baron de Hirsch Fund
- der B'nai B'rith
- der Hofmeimer Foundation[5]
- des American Jewish Committee
- des Women's Committee of the American Jewish Congress.[6]

Das OTC-Projekt nennt als weitere Organisationen, die an der Rettung der Kinder beteiligt waren:
- das Joint Distribution Committee (Joint)
- die Hebrew Immigrant Aid Society (HIAS)[7]
- das Œuvre de secours aux enfants (OSE). Nach dem Sturz des französischen Vichy-Regimes wurden durch die Zusammenarbeit zwischen der GJCA und der OSE über 250 Kinder in drei Gruppen nach Amerika gebracht und in Pflegeheimen untergebracht. Posner bezeichnet dies als die größte OTC-Einzelaktion, bei der mit zwei Kindertransporten von jeweils über 100 Personen aus Frankreich herausgebracht werden konnten.[8]

Cecilia Razovsky, die zugleich Direktorin des National Council of Jewish Women (NCJW) war, wurde zur ersten Generalsekretärin („Executive Secretary“) der Organisation gewählt. Für die Vermittlung und Unterbringung der Kinder war die Sozialarbeiterin Lotte Marcuse verantwortlich, eine schon in den frühen 1920er Jahren in die USA ausgewanderte Deutsche.
Lotte Marcuse (* 1886 in Berlin) stammte aus einer assimilierten jüdischen Familie der Reichshauptstadt. Zum Wintersemester 1908/09 begann sie an der Berliner Universität ein Studium an der Philosophischen Fakultät. Während des Ersten Weltkriegs arbeitete sie für eine Hilfskommission des Nationalen Frauendienstes und erwarb dadurch einen staatlichen Qualifikationsnachweis als Sozialarbeiterin. Ihr Studium setzte sie nach 1917 nicht weiter fort. Ende 1921, kurz vor ihrem 21. Geburtstag, wanderte Lotte Marcuse in die USA aus, um sich dort durch ein Studium der amerikanischen Methoden der Wohlfahrtspflege für eine Position im Deutschen Reich zu qualifizieren. Marcuse blieb jedoch in den USA und arbeitete Mitte der 1930er Jahre für die neu gegründete Jewish Child Welfare Association in Boston, wo sie für die Unterbringung von Kindern in Pflegefamilien verantwortlich war. Diese Funktion übte sie dann auch in der GJCA aus.
Wer neben Razovsky und Marcuse außerdem zum Kernteam der GJCA gehörte, ist nicht bekannt, doch es existierte auch noch ein Beirat, dem Joseph Proskauer, Solomon Löwenstein, Max Kohler, Joseph Hyman, Paul Felix Warburg und Jacob Billikopf angehörten.
Bekannte Personen, die sich an den Rettungsaktionen beteiligten, waren laut den OTC-Recherchen:
- Gilbert und Eleanor Kraus
Die Krauses waren ein wohlhabendes, philanthropisches jüdisches Ehepaar aus Philadelphia. 1939 erhielten sie 50 noch nicht vergebene Einreisevisa für die USA, mit deren Hilfe sie 50 österreichisch-jüdischen Kindern zur Ausreise verhelfen konnten: 25 Jungen und 25 Mädchen. Diese Kinder wurden zuerst von der B'rith-Sholom-Loge[19] in Philadelphia aufgenommen.[2] Das USHMM legt auf seiner Webseite allerdings nahe, dass diese Aktivität des Ehepaares Kraus und der B'rith-Sholom-Loge an der GJCA vorbei erfolgte und von dieser sehr kritisch beurteilt wurde, weil möglicherweise die Sicherheit der Kinder nicht zu gewährleisten gewesen sei. Eine amtliche Untersuchung bestätigte diesen Verdacht allerdings nicht.[20]
- Käte Rosenheim
Käte Rosenheim arbeitete für die Zentralwohlfahrtsstelle der Juden in Deutschland und für die Reichsvertretung der Deutschen Juden und war für die Auswanderung jüdischer Kinder verantwortlich. In dieser Funktion reiste sie 1936 in die USA, um sich dort über die Situation der geretteten Kinder zu informieren. 1936 waren durch die Zusammenarbeit zwischen den jüdischen Stellen in Deutschland und der GJCA 161 Jungen und 76 Mädchen in die USA gebracht worden.[21] Nach dem Pogrom im November 1938 begleitete Rosenheim mehrere Kindertransporte nach England.
- Martha Sharp und Waitstill Hastings Sharp

Obwohl die GJCA ihren Sitz in den USA hatte, verfügte sie aber auch über viele Mitarbeiter in Europa, vor allem in Deutschland, und nach dem Anschluss Österreichs auch dort.

## Die Zielgruppe
Obwohl sich die Organisation, die das Schicksal der durch die GJCA geretteten Kinder erforschte, in ihrem Namen auf "One Thousand Children" bezog, galt ihr Augenmerk allen ungefähr 1400 jüdischen Kindern, die zwischen 1934 und 1945 von der GJCA aus Nazideutschland und aus den von den Nazis besetzten oder bedrohten europäischen Ländern gerettet werden konnten. Der Name bezieht sich auf die nur etwa tausend Kinder, die anfangs von der OTC-Kinder identifiziert werden konnten. Es ging dabei um „unbegleitete“ (unaccompanied) Kinder, die  kamen und gezwungen waren, ihre Eltern in Europa zurückzulassen. Die Eltern dieser Kinder oder wenigstens ein Elternteil waren oder wurden in den meisten Fällen Opfer des NS-Regimes, oft auch sämtliche Familienangehörigen. OTC-Kinder durften nicht älter als 16 Jahre alt sein und wurden in den USA entweder bei Pflegefamilien oder in Pflegeeinrichtungen (umgebaute Waisenhäuser) untergebracht. Von den von der OTC identifizierten 1400 Kindern konnten im Rahmen des Projekts noch 600 ausfindig gemacht werden.
Bis Dezember 1934 lagen bei der von Käte Rosenheim geleiteten Abteilung Kinderauswanderung der Zentralwohlfahrtsstelle der Juden in Deutschland 785 Bewerbungen vor. Allerdings standen zu dem Zeitpunkt nur 250 vom US-State Department genehmigte Visa zur Verfügung. Hinzu kam, dass weniger amerikanische Familien – laut Gesetz durften das nur solche mit der gleichen Religion wie die der Kinder sein – als erhofft einen Pflegeplatz anboten. Die Gründe hierfür waren vielfältig: Nach US-amerikanischem Recht musste jede Pflegestelle in der Lage sein, jedem Kind ein separates Bett zur Verfügung zu stellen, und es durften sich nicht mehr als zwei Kinder ein Schlafzimmer teilen. Aufgrund der anhaltenden Wirtschaftskrise waren die damit verbundenen Aufwendungen – Posner spricht von ungefähr 500 Dollar jährlich, was es gekostet habe ein gerettetes Kind in einer Pflegestelle zu versorgen – für viele Familien zu hohe Hürden. Öffentliche Appelle um mehr Unterstützung oder Pflegestellen unterblieben aus Angst vor antisemitischen Gegenreaktionen.
So kam es, dass 1934 nur 53 Kinder in die USA einreisen konnten
- Am 9. November 1934 traf die erste Gruppe von 9 Jungen im Alter von 11 bis 14 Jahren in New York ein. Sie wurden zu Pflegefamilien in und um New York City gebracht. Später wurden OTC-Kinder bei Familien in ganz Amerika untergebracht.
- Eine zweite Gruppe 3 Mädchen und sechs Jungen kam am 11. November 1934 an.
- Am 24. November folgte die dritte Gruppe, diesmal mit mehr Mädchen.

Nach Judith Baumel-Schwartz sind die meisten Flüchtlingskinder in Großstädten untergebracht worden, davon rund 27 Prozent im Großraum New York. Jeweils 2 bis 10 Kinder fanden in Albany, Bridgeport, Buffalo, Columbus, Dallas, New Orleans und Omaha ein neues Zuhause, während in Städten wie El Paso, Houston, Manchester, Nashville, Oklahoma City, Providence und Spokane jeweils nur ein Flüchtlingskind Aufnahme fand. Nach anderen Quellen fanden aber alleine in Baltimore 40 Kinder mit Hilfe der lokalen GJCA-Unterstützer eine Bleibe.
Das OTC-Projekt geht davon aus, dass die Geschichte der OTC-Kinder ähnlich der der Kinder ist, die ab 1938 mit den Kindertransporten nach England gelangten. Ein wesentlicher Unterschied bestand allerdings darin, dass die Kindertransportkinder mit Hilfe jüdischer Organisationen und der britischen Regierung nach England umgesiedelt werden konnten. Im Gegensatz zur US-amerikanischen Regierung hatte die britische Regierung auf die Visumpflicht verzichtet.

## Umstrukturierung
1938 bekam die GJCA Schwierigkeiten bei der Programmfinanzierung. Daraufhin übernahm der National Council of Jewish Women (NCJW) die finanzielle Verantwortung für die deutsch-jüdische Kinderhilfe; deren Verwaltung wurde vom National Refugee Service (NRS) übernommen. 1941 wurden beide Funktionen beim NRS vereint. Im November 1942 änderte die GJCA ihren Namen in German-Jewish Children's Aid.

## Gerettete Kinder
Posner referiert aus einer Harvard-Studie über Kinderflüchtlinge, an der über 200 OTC-Kinder teilgenommen haben. Das Ergebnis habe gezeigt, dass die OTC-Gruppe über große Resilienz verfügt und als Gruppe einen Bildungs- und Karriereerfolg erzielte habe, der deutlich über die Erfolge vergleichbarer amerikanischer und in Amerika geborener jüdischer Gruppen hinausging.

„Unter ihnen ist ein Nobelpreisträger, ein Rock'n'Roll-Impresario, ein Botschafter, ein stellvertretender Verteidigungsminister, Ärzte, Anwälte, Geschäftsleute, Lehrer und Schriftsteller. Viele der Jungen und einige der Mädchen schlossen sich während des Krieges den Streitkräften an. Kurz gesagt, sie wurden stolze und produktive Bürger ihres Wahllandes.“

Zu den OTC-Kindern gehören:
- Heinz Birnbrei (* 29. November 1923 in Dortmund), später Henry Birnbrey, kam im Frühjahr 1938 über Hamburg nach New York und von da im Januar 1939 – nach einer Zwischenstation in Birmingham (Alabama) – in eine Pflegefamilie in Atlanta.[28] Der Weltkriegs-II-Teilnehmer, der zuvor Wirtschaftsprüfungswesen studiert hatte, gründete eine Wirtschaftsprüfungsgesellschaft und, nach einem zusätzlichen Jurastudium, eine Anwaltskanzlei. In Atlanta war er in zahlreichen jüdischen und zionistischen Organisationen aktiv.[29]
- Herbert Freudenberger[2], Psychologe
- Herman Freudenberger, Wirtschaftshistoriker, und seine Schwester
- Bill Graham[2]
- Herta Griffel (* 10. März 1933 in Wien) konnte dank der Unterstützung durch die GJCA am 23. Dezember 1940 in die USA einreisen und kam nach Baltimore in eine Pflegefamilie. Dokumente und Interviewauszüge sind im USHMM-Projekt Facing History and Ourselves archiviert.[30] Herta kam als Einzige ihrer Gruppe nach Baltimore und hatte das Glück von einer warmherzigen und liebevollen Familie aufgenommen zu werden. Diese Familie musste sie aber bereits nach sechs Monaten verlassen, um bei einer anderen Familie zu leben. Obwohl sie auch dort freundlich aufgenommen wurde, konnte sich Herta mit diesem Wechsel nie abfinden und hatte Probleme, sich in die neue Familie zu integrieren. Es kam nie zu einer Adoption.[24]
- Benjamin („Ben“) Hirsch (* September 1932 in Frankfurt am Main; † 11. Februar 2018 in Atlanta) war das fünfte von sieben Kindern des Frankfurter Zahnarztes Hermann Hirsch und dessen Frau Mathilda (geborene Auerbach).[31] Nach der Pogromnacht 1938 wurde der Vater in Buchenwald interniert, doch der Mutter gelang es, für fünf ihrer Kinder Plätze für einen im Dezember 1938 stattfindenden Kindertransport nach Paris zu erhalten. Die Kinder sahen ihre Eltern und ihre zwei jüngeren Geschwister nie wieder.[32]
 In Paris wurde Ben von seinen Geschwistern getrennt und kam bei dem Nachbarn eines Onkels unter. Kurz vor dem Einmarsch der deutschen Wehrmacht in Paris wurde Ben in das OSE-Kinderheim Villa Helvetzia in Soisy-sous-Montmorency gebracht, seine Geschwister in andere OSE-Häuser.[31] Später erfolgt die Verlegung ins unbesetzte Südfrankreich.
 Im Mai 1941 sollte Ben zusammen mit seinen Brüdern von Marseille aus über Lisabon die Reise in die USA antreten. Wegen einer Erkrankung musste er jedoch in einem Kinderheim in der Nähe von Vichy zurückbleiben. Drei Monate später, Ende August 1938, konnte Ben zusammen mit seinen beiden ebenfalls noch in Frankreich verbliebenen Schwestern auf dem gleichen Weg wie zuvor die Brüder den Weg in die USA antreten. Am 1. September 1941 trafen die insgesamt 54 Kinder in New York ein.[32]
Von New York aus wurden Ben und seine beiden Schwestern nach Atlanta geschickt, wo bereits die beiden Brüder in Pflegeheimen untergebracht waren.[31]
 Der Neuanfang für den neunjährigen Ben war nicht einfach. In der Schule musste er erleben, dass man ihn schlug und sich über ihn lustig machte, weil er Jude und Ausländer war. Anfangs trug er noch eine Kippa als letztes verbliebenes Symbol seiner orthodoxen jüdischen Wurzeln. Auf Druck eines jüdischen Lehrers und in der Folge der Hänseleien und Rüpeleien seiner Mitschüler passte er sich aber an und verzichtete schließlich auf das Tragen der Kippa.[31] Benjamin Hirsch besuchte später die High School, wurde Soldat und studierte. Am Georgia Institute of Technology schloss er 1958 ein Architekturstudium ab.[33] Hirsch war ein bekannter Architekt in Atlanta, der sich auf religiöse Architektur spezialisiert und mehrere Preise gewonnen hatte, darunter ein preisgekröntes Denkmal für die 6.000.000 Opfer des Holocaust auf dem Greenwood-Friedhof von Atlanta.[34] Von ihm stammte auch der Entwurf für eine Holocaust-Ausstellung im William Breman Heritage Museum in Atlanta, und er hat sich in Atlanta und in seiner Geburtsstadt Frankfurt als Zeitzeuge zur Verfügung gestellt: „2008 hat Benjamin Hirsch gemeinsam mit seiner Frau, Tochter und Enkelin als Zeitzeuge im Rahmen des Besuchsprogramms der Stadt Frankfurt das ‚Ernst-Reuter-Oberstufengymnasium‘ besuchte“[32] und vor einer zwölften Klasse über seine Erlebnisse berichtete. Benjamin Hirsch hat über diesen Besuch den fünfzigseitigen Bericht Frankfurt am Main Revisited. Reflections on a Holocaust Survivor’s Revisit to the City of His Early Childhood verfasst.[35] Er ist zudem der Autor von vier Büchern über seine Lebensgeschichte, darunter 2000 das Buch Hearing a different drummer. A Holocaust survivor's search for identity[36] und 2006 Home is where you find it.[37]
- Henry Arthur Lea, ein amerikanischer Dolmetscher bei den Nürnberger Prozessen.[2]
- Richard Schifter, Anwalt, ehemaliger US-Diplomat und stellvertretender Außenminister für Menschenrechte und humanitäre Angelegenheiten von 1985–1992.[2][38]
- Frank Spiegel (* 1920 in Fürth; † 28. Mai 2018 in Atlanta) konnte Deutschland 1937 verlassen. Ein Visum für die USA hatte er mit Unterstützung eines Verwandten erhalten.[39] Nach der Ankunft in New York wurde Frank Spiegel zusammen mit vier weiteren Jungen nach Monroe (Georgia) geschickt. Sie sollten hier die Schule besuchen und eine landwirtschaftliche Ausbildung absolvieren. Frank hatte kein Interesse an einer beruflichen Zukunft in der Landwirtschaft und wechselte an ein College. Nebenher verdiente er sich ein wenig Geld als Tankwart.
Während dieser Zeit wurde Frank Spiegel von einem Mitarbeiter des Georgia Farm School and Resettlement Bureaus betreut, einer gemeinnützigen Agentur, die sich um die Neuansiedlung und Umschulung jüdischer Flüchtlinge kümmerte.[40] Mit Hilfe dieses Agentur-Mitarbeiters war es Spiegel 1941 möglich, seine Eltern und Geschwister 1941 aus Deutschland herauszuholen und nach Atlanta zu bringen. Spiegel trat danach in die Armee ein und diente als Dolmetscher im Kampf gegen das NS-Regime.
Nach dem Krieg startete Frank Spiegel als Vertreter für Elektrogeräte und beendete seine Karriere nach 45 Berufsjahren als leitender Angestellter („Executive Vice President“). Zusammen mit seiner Frau Helen engagierte er sich aktiv in der jüdischen Gemeinde Atlantas und half beim Aufbau des Frauenhauses Rebecca's Tent.[41]
- Jack Hans Steinberger, Nobelpreisträger für Physik (1988)[2]
- Guy Stern. „Im November 1937, bald 16 Jahre alt, stand Stern an Deck eines deutschen Hapag-Lloyd-Schiffes, das ihn nach New York bringen würde, als Abgesandten seiner Familie, die er nachholen sollte. Stern war eines der „Tausend Kinder“, die eine Gruppe jüdischer Frauen in den USA aus den Fängen der Nazis befreien wollte. Das German Jewish Children’s Aid Project rettete schließlich 1400 jüdische Kinder und Jugendliche. Bis ins hohe Alter wusste Stern nichts davon. Er dachte, dass er Glück gehabt hätte.“[1] Seine Hoffnungen, auch seinen Eltern und Geschwistern zu einer Einreise in die USA verhelfen zu können, erfüllten sich nicht. „Er konnte die Familie nicht retten. Ein wohlhabender Zufallsbekannter bot sich an, für die Sterns zu bürgen. Der Anwalt, den das Jewish Committee den jüdischen Geflüchteten für solche Fälle zur Seite stellte, hielt den Bürgen für untragbar: Er hatte sein Vermögen als Glücksspieler gemacht. Es kam keine weitere Gelegenheit, die Sterns vor dem Holocaust zu retten.“[1]
- Arthur Hans Weiss, Anwalt und US-amerikanischer Geheimdienstler; er habe im Herbst 1945 Adolf Hitlers Testament gefunden.[2]
- Werner S. Zimmt (1921–2014) und sein Zwillingsbruder Gerhard wurden 1921 in Berlin geboren. Die Zwillinge kamen 1935 in den USA an und wurden nach einer kurzen Zeit in einem Waisenhaus in New York nach Chicago gebracht, wo sie einige Jahre bei einer Pflegefamilie lebten. Werner trat 1943 in die Armee ein und begann nach dem Ende des Zweiten Weltkriegs ein Studium der Chemie an der University of Chicago. 1951 begann Zimmt für DuPont in Philadelphia zu arbeiten, wo er Autolacke entwickelte. 1981 erwarb er einen Master in Archäologie an der University of Pennsylvania und wurde 1991 außerordentlicher Professor an der Abteilung für Agrar- und Biosystemtechnik der Universität von Arizona.[42]